# دوري كرة القدم الإنجليزي 1935–36
دوري كرة القدم الإنجليزي 1935–36 (بالألمانية: Football League First Division 1935/36) هو موسم من دوري كرة القدم الإنجليزي. أقيم خلال الفترة 31 أغسطس 1935 وحتى 2 مايو 1936، وفاز فيه نادي سندرلاند.